# 29er
El 29er (leído en inglés twenty-niner) es una embarcación de vela ligera claramente enmarcada en el moderno estilo skiff. 4.45 m de eslora, 1,77 m de manga y su casco pesa un mínimo de 75 kg. Va dotado de mayor (7.7 m²) y foque (5.1 m²), ambas de sables forzados, y spinnaker asimétrico (17 m²) montado sobre botalón telescópico. Su tripulación la forman patrón y tripulante, que dispone de trapecio. De líneas muy agresivas, combina una muy alta velocidad con unas reacciones fulgurantes, que hacen del 29er un barco para navegantes de alto nivel técnico combinado con una buena condición física. Su navegación natural es el planeo en todos los rumbos, que alcanza con vientos superiores a los 6-7 nudos (fuerza 2 de la escala de Beaufort). En condiciones de vientos medios y fuertes su velocidad alcanza a superar a la del viento en rumbos portantes. Se han llegado a medir velocidades de 28.4 nudos, con lo que en condiciones de viento fuerte supera en prestaciones incluso al 49er.
Fue diseñado en 1997 por Julian Bethwaite cómo barco escuela para su hermano mayor, el olímpico 49er, que representó un salto excesivamente grande con respecto a los clásicos balandros hasta aquel momento existentes en el panorama de la más alta competición, lo que hacía que muchos regatistas, incluso de muy alto nivel, tuvieran serias dificultades para adaptarse a ese revolucionario barco. Las excelentes prestaciones y las sensaciones que transmitía el 29er a sus practicantes pronto hicieron que el barco se popularizase y la ISAF (Federación Internacional de Vela) acabó reconociendo el 29er cómo clase internacional en 1999. Una de las claves de su éxito fue el público al que estaba orientado, que era esencialmente juvenil, ansioso de sensaciones intensas, de velocidad, y eso es algo que el 29er cubre ampliamente.
Recientemente ha aparecido una nueva versión de este skiff, el 29erXX. Dotado de doble trapecio y velas de mayor tamaño, es candidato a Clase Olímpica femenina en la categoría High Performance Double Handed Women tras los Juegos de Londres 2012, por lo que, si eso se consiguiera, el 29er sería el paso previo natural a dos clases olímpicas diferentes.
También ha aperecido recientemente una versión menor, el 29erXS, pensado para los navegantes más jóvenes y de menor peso y experiencia. El skiff para la categoría infantil. Comparte con sus hermanos mayores elementos fundamentales como el casco, orza y timón, botavara, etc. de tal manera que simplemente cambiando el mástil y las velas se cambia de una clase a otra. Eso, añadido a la larga durabilidad del material, facilita mucho la evolución de los navegantes sin tener que realizar un gasto excesivo, inevitable en otras clases. 
El 29er está experiemntando un crecimiento espectacular en muchos países, donde está desbancando a clases más antiguas, cómo el 420, el Vaurien y otros. En España también ha hecho aparición y disfruta ya del reconocimiento de la Real Federación Española de Vela, que le ha otorgado la categoría de Clase Estratégica.